# Fairview (Bergen County, New Jersey)
Fairview ist eine Stadt im Bergen County, New Jersey, USA. Das U.S. Census Bureau hat bei der Volkszählung 2020 eine Einwohnerzahl von 15.025 ermittelt.

## Geographie
Die geographischen Koordinaten der Stadt sind 40°49'0" nördliche Breite und 74°0'3" westliche Länge.
Nach dem amerikanischen Vermessungsbüro hat die Stadt eine Gesamtfläche von 2,2 km², wobei keine Wasserflächen miteinberechnet sind.

## Demographie
Nach der Volkszählung von 2000 gibt es 13.255 Menschen, 4.861 Haushalte und 3.179 Familien in der Stadt. Die Bevölkerungsdichte beträgt 6.020,9 Einwohner pro km². 72,46 % der Bevölkerung sind Weiße, 1,71 % Afroamerikaner, 0,38 % amerikanische Ureinwohner, 4,97 % Asiaten, 0,03 % pazifische Insulaner, 12,92 % anderer Herkunft und 7,53 % Mischlinge. 37,05 % sind Latinos unterschiedlicher Abstammung.
Von den 4.861 Haushalten haben 30,0 % Kinder unter 18 Jahre. 47,3 % davon sind verheiratete, zusammenlebende Paare, 11,5 % sind alleinerziehende Mütter, 34,6 % sind keine Familien, 28,0 % bestehen aus Singlehaushalten und in 11,8 % Menschen sind älter als 65. Die Durchschnittshaushaltsgröße beträgt 2,73, die Durchschnittsfamiliengröße 3,31.
21,1 % der Bevölkerung sind unter 18 Jahre alt, 11,5 % zwischen 18 und 24, 34,6 % zwischen 25 und 44, 19,0 % zwischen 45 und 64, 13,8 % älter als 65. Das Durchschnittsalter beträgt 34 Jahre. Das Verhältnis Frauen zu Männer beträgt 100:106,8, für Menschen älter als 18 Jahre beträgt das Verhältnis 100:105,7.
Das jährliche Durchschnittseinkommen der Haushalte beträgt 40.393 USD, das Durchschnittseinkommen der Familien 46.365 USD. Männer haben ein Durchschnittseinkommen von 35.000 USD, Frauen 29.905 USD. Der Prokopfeinkommen der Stadt beträgt 18.835 USD. 11,8 % der Bevölkerung und 9,3 % der Familien leben unterhalb der Armutsgrenze, davon sind 14,2 % Kinder oder Jugendliche jünger als 18 Jahre und 8,7 % der Menschen sind älter als 65.